# Koszmosz–561
A Koszmosz–561 (oroszul: Космос–561) szovjet Zenyit–2M típusú felderítő műhold.

## Küldetés
Szabványosított műhold. Áramforrása kémiai, szolgálati ideje, megbízhatósága megnövekedett. Kutatási programja megegyezik a Koszmosz–208 és a Koszmosz–264 műholdak feladataival. Harmadik generációs műhold, katonai és állami célokat szolgált. A tudományos (Nauka modul) műszereket tartalmazó hengeres modul a gömb alakú visszatérő egységhez csatlakozott. Elődein alkalmazott műszerek javított változataival szerelték fel. Feladata, a fotófelderítés mellett tudományos méréseket is végzett. Kialakított pályasíkja mentén fototechnikai felderítést, műszereivel atomkísérletek ellenőrzését végezte, illetve röntgensugár-csillagászati méréseket végzett.

## Jellemzői
1973. május 25-én a Pleszeck indítóállomásról egy R–7 Szemjorka (8K71) rakétával juttatták pályára Föld körüli, közeli körpályára. Az orbitális egység pályája 89,4 perces elliptikus pálya perigeuma 215 kilométer, apogeuma 317 kilométer volt. Hasznos tömege 4000 kilogramm. Aktív szolgálati ideje 1973. június 6-án befejeződött, a tudományos modul sikeresen visszaérkezett a Földre.

## Külső hivatkozások
- Koszmosz–561. nasa.gov. (Hozzáférés: 2012. november 3.)
- Koszmosz–561. nasa.gov. (Hozzáférés: 2012. november 3.)